# 水海道車両基地

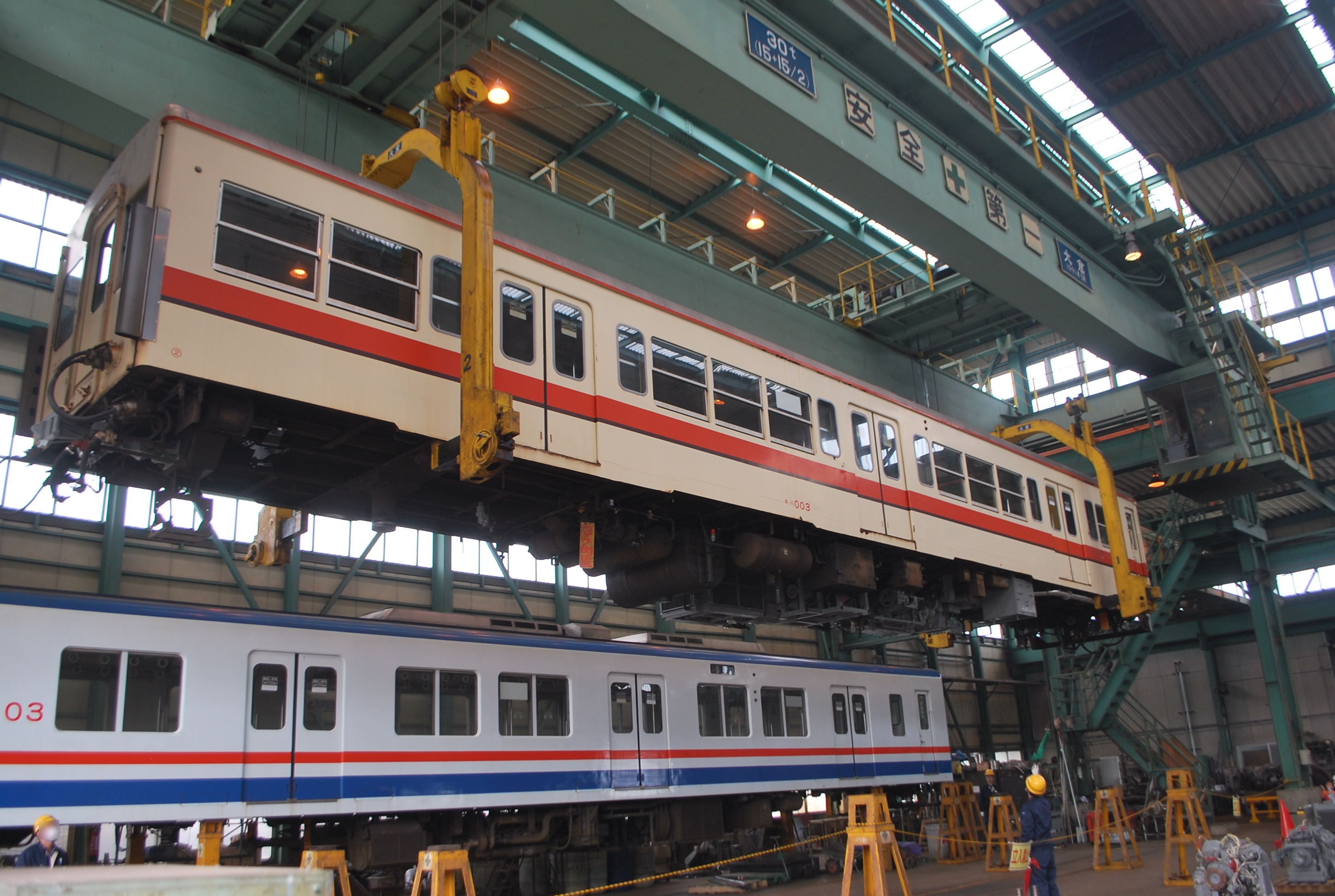
大倉製作所製30トン天井クレーンによる車体上げの様子

水海道車両基地（みつかいどうしゃりょうきち）は、茨城県常総市水海道高野町字金山351番地1にある関東鉄道の鉄道車両基地である。常総線の南水海道信号所に所在する。

## 概要
1992年（平成4年）3月6日に開設された。それまでは水海道駅構内（南側隣接）にあった水海道機関区であった。小絹駅 - 水海道駅間に位置し、西側には南水海道信号所が設置されている。関東鉄道の鉄道現業部門の本拠地であり、総合事務所棟内には水海道乗務区・水海道車両区・水海道検修区・水海道施設区、そして常総線運転指令室が所在する。運転指令室にはCTC装置が設置されており、常総線水海道駅 - 下館駅間の運行管理を行っている。

## 所属車両

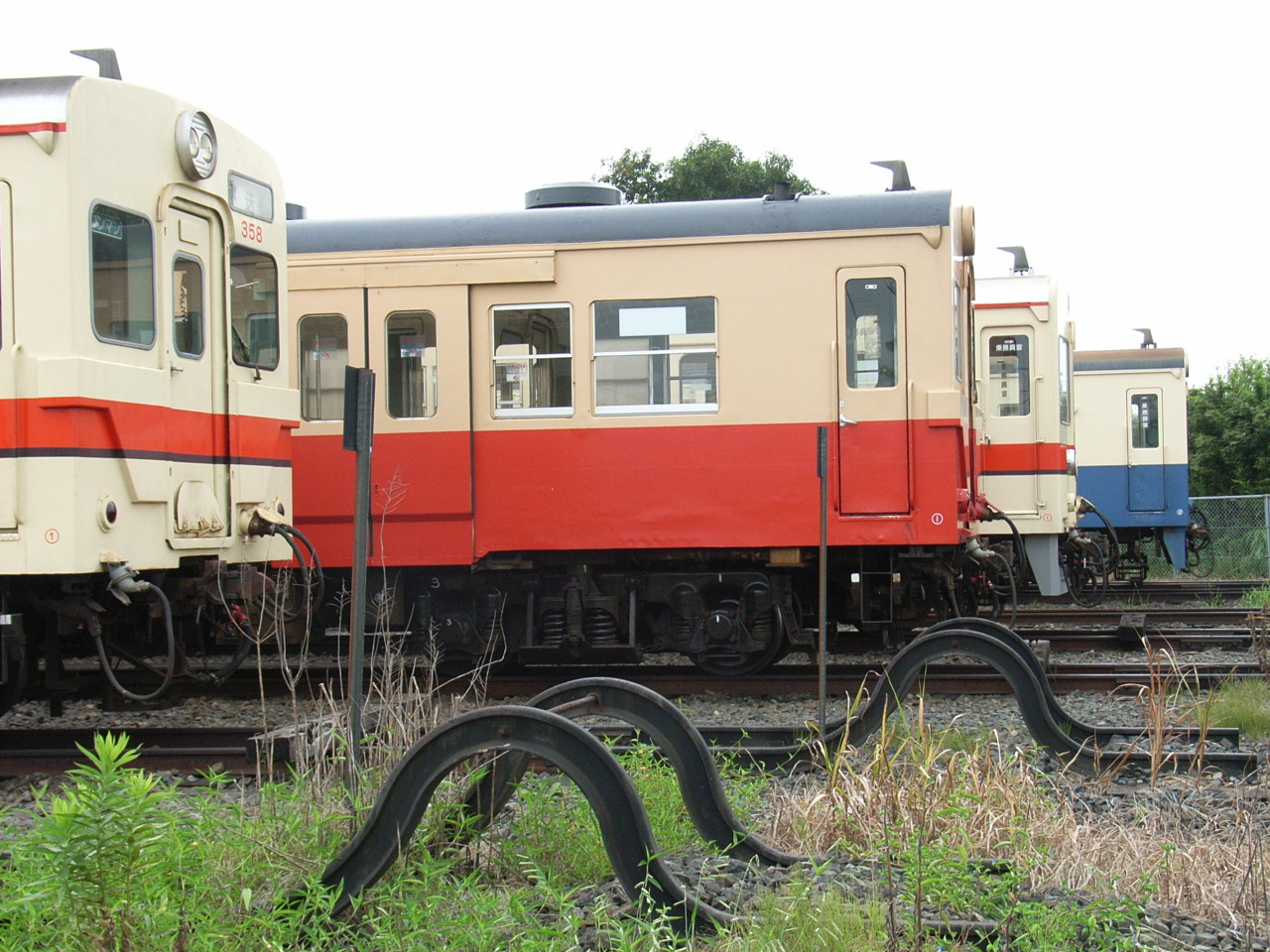
水海道車両基地で休む気動車群

常総線で使用する全車両が所属している。
- キハ0形
- キハ310形
- キハ2100形
- キハ2200形
- キハ2300形
- キハ2400形
- キハ5000形
- キハ5010形
- キハ5020形

## 過去の所属車両
- キハ300形
- キハ350形
- キハ100形

## 運転体験
実際に運行されている気動車を使用した運転体験が毎月1回行われており、同業者の参加も多くみられる。2011年（平成23年）4月からは新・気動車体験運転にリニューアルされ、初級編を毎月1回、中級編を2箇月に1回開催することとしている。
初級編は中学生以上であれば誰でも参加でき、中級編は、初級編を2回以上体験することが条件となる。応募はインターネットより行い、参加費は当日に支払う。
使用車両
- 初級編・中級編
  - キハ2400形
  - キハ0形